# 네팔윗수염박쥐
네팔윗수염박쥐(Myotis nipalensis)는 애기박쥐과 윗수염박쥐속에 속하는 박쥐이다.

## 특징
작은 박쥐로 전체 몸길이는 10cm 이하이고, 날개 폭은 4cm 이하이다. 작은 귀와 길고 좁은 이주를 갖고 있다. 등 쪽의 털은 무성하고 검으며, 배 쪽도 검지만 끝은 희미한 색을 띤다.

## 번식
일년에 한 번 한 마리의 새끼를 낳는다.

## 분포
아시아의 토착종으로 이란부터 시베리아까지 서식한다.

## 서식지
고지대와 저지대에서 모두 발견된다. 산악 지대와 숲을 포함한 다양한 서식지에서 서식한다.

## 먹이
먹이는 주로 나비이다. 어스름에 사냥을 한다.